# Pont Magallànic
El Pont Magallànic (MBR) és un corrent d'hidrogen neutre que enllaça el dos Núvols de Magalhães, amb unes quantes estrelles conegudes al seu interior. No ha de ser confós amb el corrent Magallànic, el qual enllaça els núvols de Magalhães a la Via Làctia. Va ser descobert el 1963 per J. V. Hindman et al.
Hi ha un corrent continu d'estrelles per tot el pont que enllaça el Gran Núvol de Magalhães (LMC) amb el Petit Núvol de Magalhães (SMC).
Aquest pont estel·lar és de major concentració a la part occidental. Hi ha dos grans cúmuls densos, un a prop del SMC, i l'altre a mig camí entre les galàxies, denominada illa OGLE.